# Chromulinales

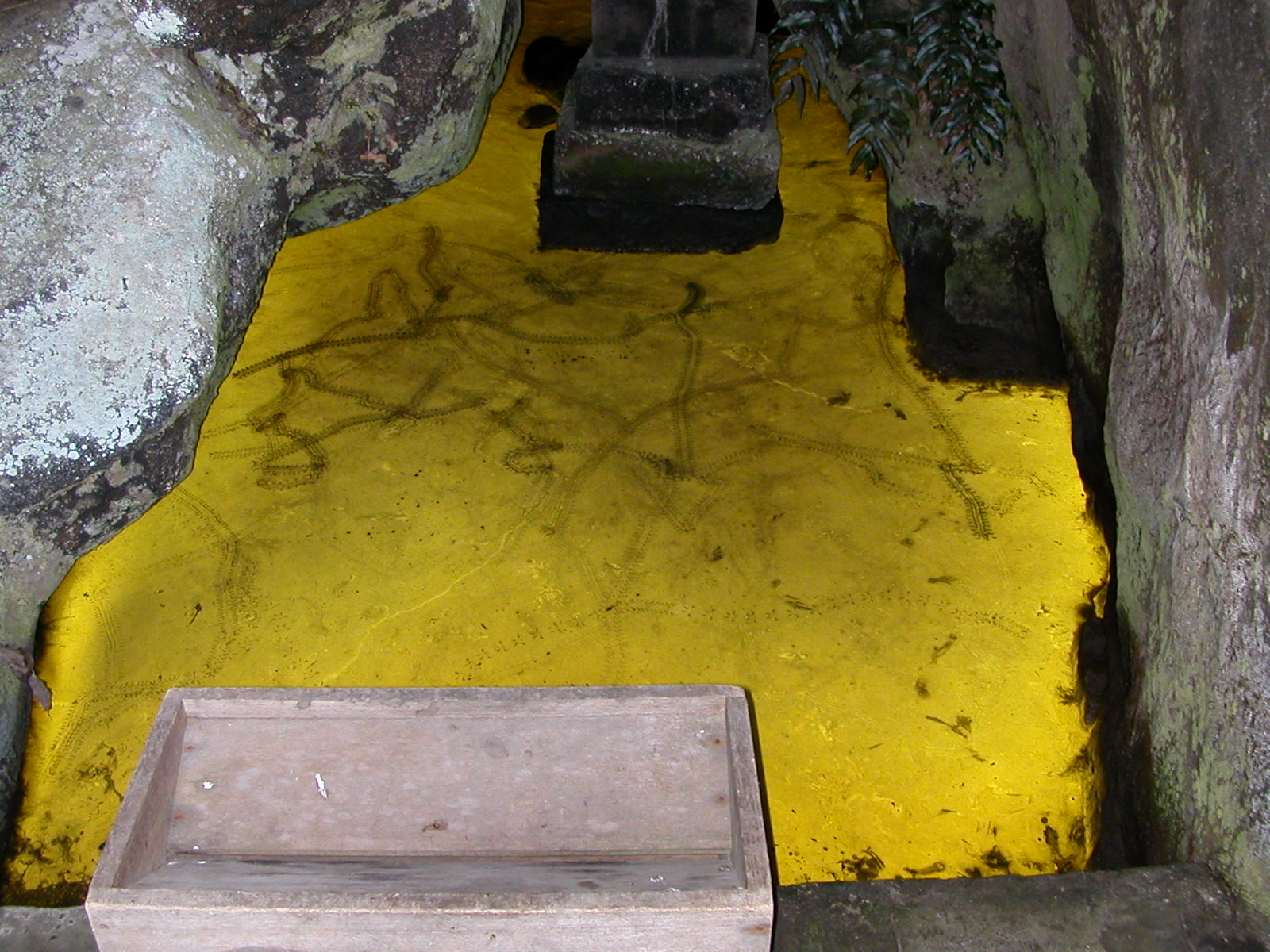
Filme superficial formado pela proliferação de Ochromonas vischeri (Chromulinales).

Chromulinales é uma ordem de algas unicelulares heterocontes da classe Chrysophyceae, maioritariamente de água doce, que apresentam uma característica coloração amarelo-dourada devido à presença de pigmentos acessórios que mascaram a clorofila. A ordem apresenta uma grande diversidade, englobando cerca de 9-10 famílias, consoante o sistema de classificação seguido.

## Descrição
A ordem Chromulinales agrega um grande número de espécies de algas heterocontes, principalmente de habitats de água doce, constituindo-se num agrupamento taxonómico com elevada biodiversidade, o que se reflecte no número de famílias em que é subdividida. Por incluir organismos fotossintéticos com motilidade, o grupo situa-se na fronteira entre os campos tradicionais da ficologia e da zoologia, o que acrescendo a grande diversidade morfológica levou a uma classificação complexa e instável. Nalguns casos, as ordens mais antigas são retidas presentemente como famílias, mas a classificação do grupo tem variado consideravelmente.
O traço característico deste agrupamento é a estrutura dos flagelos nas células móveis. Os membros do grupo são basicamente unicelulares, mas mostram várias organizações celulares diversas, incluindo a formação de colónias com formas diferenciadas, originando morfologias distintas, originalmente tratadas como ordens separadas. Muitas das outras ordens de algas douradas (Chrysophyceae), agora reconhecidas como entidades distintas com base na estrutura celular, foram originalmente incluídas entre os taxa que agora integram as Chromulinales. Tendo em conta diversidade destes organismos, é possível que outros grupos sejam removidos à medida que mais espécies sejam melhor compreendidas. Na sua presente circunscrição taxonómica o grupo corresponde grosseiramente à noção dos «crisófitos nucleares», ou seja constitui o grupo monofilético ao qual pertencem as algas douradas "nucleares".
Os membros flagelados do agrupamento apresentam dois flagelos visíveis ao microscópio óptico, como no género Ochromonas, mas por vezes apenas um, como em Chromulina. A ordem Chromulinales, como definida inicialmente por Adolf Pascher em 1910, incluía apenas o último tipo, com os biflagelados do primeiro grupo a serem tratado como a ordem Ochromonadales. No entanto, estudos da ultraestrutura celular demonstraram que um segundo flagelo curto, ou pelo menos um segundo corpo basal, está sempre presente, pelo que neste grupo a distinção entre mono- e biflagelados não é considerada como filogeneticamente relevante.
A maioria das Chromulinales não apresenta cobertura celular sob a forma de parede celular diferenciada. Contudo alguns apresentam loricas ou "conchas", como é o caso do género Dinobryon, que é séssil e forma colónias ramificadas. A maioria das formas com escamas silicáceas foi segregada da classe e é considerada um taxon separado, designado por sinurídeos (da classe Synurophyceae), embora algumas, como o género Paraphysomonas, permaneçam entre as Chromulinales.
Muitos dos membros do agrupamento são amebóides, com longas extensões celulares ramificadas em forma de micro-tentáculos, embora todos passem por estágios flagelados em que estas extensões estão ausentes. Os géneros Chrysamoeba e Rhizochrysis são típicos deste grupo. Conhece-se uma espécie, Myxochrysis paradoxa, que apresenta um ciclo de vida complexo, que inclui um estágio plasmodial multinucleado, semelhante ao de alguns fungos. Estes organismos amebóides foram anteriormente tratados em sistemas de classificação de base morfológica como a ordem Chrysamoebales.
Muitos membros das Chromulinales não são móveis. Neste grupo as células podem ser nuas, isto é desprovidas de parede celular, estando apenas envoltas em mucilagem, como é o caso do género Chrysosaccus, ou apresentarem morfologia cocóide, envoltas numa parede celular bem desenvolvida, como ocorre em Chrysosphaera.
Alguns géneros são coloniais, formando estruturas filamentosas ou mesmo pseudo-parenquimatosas (como em Phaeoplaca). Estes géneros foram anteriormente incluídos em várias ordens cuja maioria dos membros está agora incluída em grupos separados, já que a inclusão era assente meramente em critérios morfológicos resultantes de evolução convergente.

## Taxonomia e sistemática
Na sua presente circunscrição taxonómica a ordem inclui as seguintes famílias:
- Chromulinaceae Engler, 1897
- Chrysamoebaceae
- Chrysocapsaceae
- Chrysococcaceae Lemmermann, 1899
- Chrysolepidomonadaceae M.C.Peters & R.A.Andersen
- Chrysosphaeraceae Pascher, 1914
- Chrysothallaceae
- Dinobryaceae
- Paraphysomonadaceae Preisig & D.J.Hibberd, 1983

Vários géneros de Chromulinales permanecem em incertae sedis aguardando estudo da sua filogenia.
O género Rhizochromulina, superficialmente semelhante às Chromulinales uniflageladas, já foi incluída nesta ordem, mas agora está na ordem monotípica Rhizochromulinales da classe Dictyochophyceae. com base nas diferenças na estrutura do estágio flagelado.
O género Hydrurus e outros géneros que lhe são filogeneticamente próximos, todos de água doce, caracterizado que formam filamentos gelatinosos ramificados, são frequentemente colocados na ordem Hydrurales, mas em algumas classificações são integrados nas Chromulinales.